# Баранюк, Николай Дмитриевич
Баранюк, Николай Дмитриевич (укр. Баранюк Микола Дмитрович; 14 марта 1944 года Казанка, Казанковский район, Николаевская область, Украинская ССР, СССР) — украинский государственный и политический деятель. Председатель Киевского областного совета c 14 апреля 1998 по ноябрь 2000 года и с 6 сентября 2001 по 18 сентября 2003 года. Генерал-майор милиции и Заслуженный юрист Украины.

## Биография
Николай Дмитриевич Баранюк родился 14 марта 1944 года в ПГТ Казанка в Николаевской области. Закончил Бугский техникум механизации в 1963 году. После чего устроился водителем в Казанковский мижколгоспдорбуд. С 1963 по 1966 год служил в Советской армии. С 1967 по 1969 работал механиком Одесской автобазы, АТП-21021 города Херсона.
С 1969 года начал службу в органах внутренних дел. В 1974 году закончил Киевскую высшую школу МВД СССР, а в 1979 году Академия МВД СССР. В период с 1974 по 1986 года занимает различные должности в система МВД. Был инспектором, старшим инспектором отдела уголовного розыска и штаба УВД Херсонского облисполкома, помощником главного инспектора штаба МВД УССР, начальником отделения организационно-аналитической работы отдела штаба МВД УССР, начальником инспекторского отдела УВД Киевского облисполкома. Принимал участие в боевых действиях в Афганистане и ликвидации последствий Чернобыльской катастрофы. С 1986 по 1991 год занимал должность заместителя начальника УВД Киева. В период с 1991 по 1995 год был Первым заместителем начальника УВД Киевской области. В 1995 году ушёл в отставку.
С 1995 по 1996 год был генеральным директором ООО «Агентство защиты предпринимательства и личности „Безопасность“».
С октября 1996 по март 1997 года занимал должность заместителя председателя Киевской областной государственной администрации. С марта 1997 по апрель 1998 года был Первым заместителем председателя Киевской областной государственной администрации. С 14 апреля 1998 — ноябрь 2000 года был Председателем Киевского областного совета. В 2000 году снова стал Первым заместителем Председателя Киевской областной государственной администрации и занимал этот пост до сентября 2001 года.
6 сентября 2001 года снова назначен Председателем Киевского областного совета и был на этом посту до 18 сентября 2003 года.
С марта 2001 по март 2005 года был членом Координационного совета по вопросам социальной и правовой защиты военнослужащих, работников милиции, таможенной службы и членов их семей.
Женат, имеет сына и дочь.

## Награды
- Заслуженный юрист Украины (1993).
- Заслуженный работник МВД.
- 1-й ранг государственного служащего (02.1999)[4].
- «Орден Богдана Хмельницкого» III степени (02.2000)[5].